# HR Carinae
HR Carinae eller HD 90177, är en dubbelstjärna i norra delen av stjärnbilden Kölen. Den har en genomsnittlig skenbar magnitud av ca 8,42 och kräver åtminstone en stark handkikare eller ett mindre teleskop för att kunna observeras. Baserat på parallax enligt Gaia Data Release 2 på ca 0,17 mas, beräknas den befinna sig på ett avstånd på ca 4 370 parsek från solen.

## Upptäckt
HR Carinae observerades första gången i början av 1900-talet på grund av dess Hβ-emission. Den placerades i Secchi klass I, motsvarande moderna stjärnor av spektraltyp A och F. Den katalogiserades 1933 som en Be-stjärna och upptäcktes 1940 vara variabel. En mer detaljerad spektroskopisk studie gav den spektraltyp B2eq med emissionslinje av väte, helium och joniserat järn och P Cygni-profiler på vissa linjer.
År 1970 erkändes HR Carinae och den liknande variabeln AG Carinae som relaterade till P Cygni-variablerna, instabila heta superjättar. Gruppen erkändes formellt som S Doradus-variabler för att undvika förväxling med P Cygni-spektraldragen som delas med andra typer av stjärnor. HR Carinae blev ett av de bäst studerade exemplen i klassen, och visade tydligt ljusstyrka och spektrala variationer som kom att känneteckna stjärnorna kända som lysande blå variabler.

## Egenskaper
Primärstjärnan HR Carinae A är en lysande vit till blå hyperjättestjärna av spektralklass LBV med spektrum av en tidig B-hypergigant. Den har en massa som är ca 25 - 40 solmassor, en radie som är ca 220 solradier - 350 och har ca 416 000 - 790 000 gånger solens utstrålning av energi från dess fotosfär vid en effektiv temperatur av ca 7 900 - 21 900 K. Stjärnan är en lysande blå variabel omgiven av en stor nebulosa av utstött kärnbearbetat material eftersom denna stjärna har en atmosfär som expanderar flera skal. Den är bland de mest lysande stjärnornai Vintergatan. Den har mycket breda emissionsvingar på Balmer-linjerna, som påminner om de breda linjer som observerats i spektra av O- och Wolf-Rayet-stjärnor. HR Carinae är mycket lik Eta Carinae, båda lysande blå variabler, och båda omgivna av utstött material. HR Carinae är också en dubbelstjärna med en liknande separation, period och förhållande mellan komponentstorlek som Eta Carinae. Emellertid är Eta Carinae-systemet mer massivt och mer lysande.
Den har identifierats som en möjlig supernovakandidat av typ IIb vid modellering av ödet för stjärnor som har 20 till 25 gånger solens massa (med LBV-status som det förutspådda föregående sista stadiet).

### Dubbelstjärna
AMBER och PIONIER interferometri har visat att HR Carinae är en dubbelstjärna. Banan är endast svagt avgränsad men den mest troliga omloppsbanan har en halv storaxel på 3,3 mas, excentricitet på 0,4 och en omloppsperiod på 12,5 år. De möjliga banorna varierar från nästan cirkulära banor på bara några år till mycket excentriska banor på flera hundra år, alla med den närmaste separationen av de två stjärnorna på cirka 2 mas.
Följeslagaren verkar vara större än primärstjärnan, men mycket mindre ljus. Det är med största sannolikhet en röd superjätte med en vinkeldiameter på 0,85 ± 0,20 mas, vilket översätts till en radie av 500 ± 150 solradier, och även med en massa på 9-20 solmassor och en temperatur på 3 600-4 000 K. Primärstjärnans diameter mättes också direkt med 0,38±0,08 mas, vilket motsvarar en radie på 220 ± 60 solradier vid ett avstånd av 5,4 kpc.

## Ljusstyrkans variation

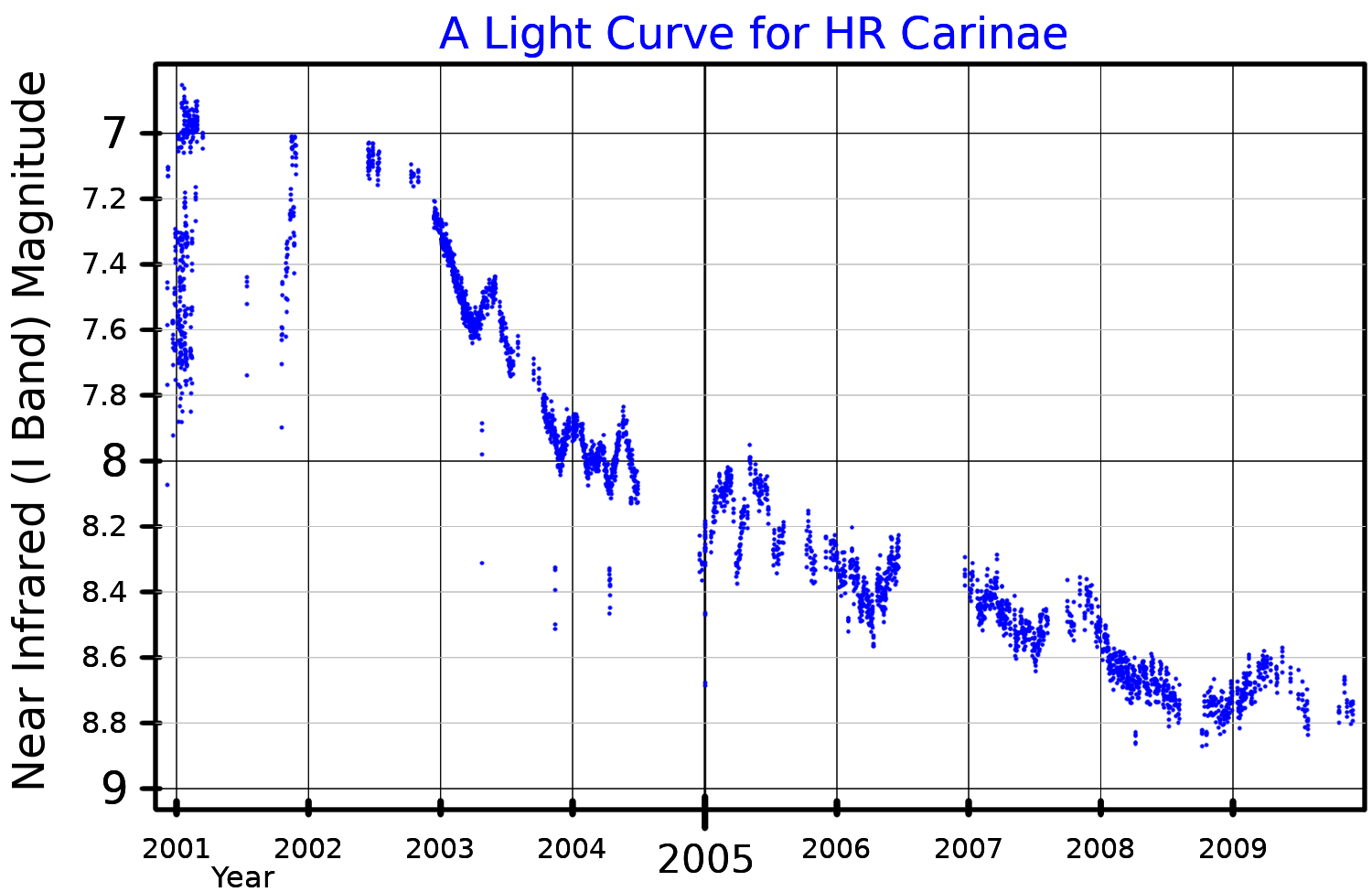
Ljuskurva för HR Carinae i I-bandet (nära infraröd, plottad från ASAS-data.

HR Carinae genomgår spektrala variationer som uppenbarligen är korrelerade med ljusvariationerna på samma sätt som andra ljusstarka blå variabler. Den har genomgått flera utbrott under vilka den visuella ljusstyrkan ökar och temperaturen sjunker, men den bolometriska ljusstyrkan förblir ungefär konstant. Den visuella ljusstyrkan ökade oregelbundet men konsekvent under de senare decennierna av 1900-talet till en rekordtopp på magnitud 6,8, och sjönk sedan direkt till ett rekordminimum på magnitud 8,8 år 2010.